# Dunowo
Dunowo (dawniej: niem. Thunow) – wieś w Polsce, w województwie zachodniopomorskim, w powiecie koszalińskim, w gminie Świeszyno, położona na Równinie Białogardzkiej, przy linii kolejowej 202 (Gdańsk – Stargard), z przystankiem Dunowo.

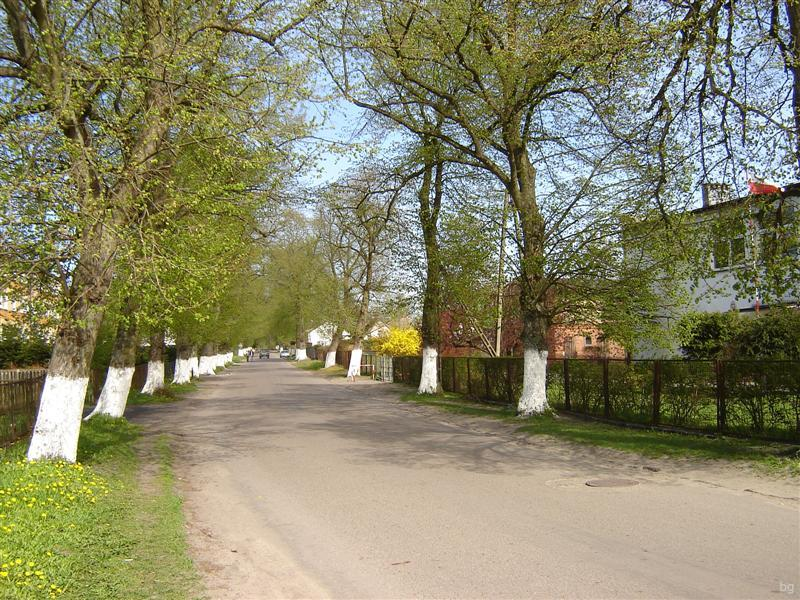
Droga przez wieś

Według danych z końca grudnia 1999 r. wieś miała 411 mieszkańców.
W skład sołectwa "Dunowo" wchodzi również miejscowość Jarzyce. 
W latach 1975–1998 miejscowość administracyjnie należała do województwa koszalińskiego.
W pobliżu wsi (ok. 2 km na północ) znajduje się duża Stacja Elektroenergetyczna „Dunowo“.

## Zabytki
- pałac z końca XIX w. wzniesiony na planie litery T. Dłuższe dwukondygnacyjne skrzydło jest bezstylowe, krótsze trzykondygnacyjne posiada neoklasycystyczne elewacje przecięte narożnymi pilastrami i gzymsem. Fasadę zdobi tarcza herbowa wyobrażająca głowę kozła. Obok pałacu spichlerz z dwiema oktagonalnymi nadstawami na dachu[5].